# Îlot de Ferro
L'îlot de Ferro (en portugais Ilhéu de Ferro) est l'un des six îlots situés à 420 mètres de la rive de l'île de Porto Santo, faisant partie de l'archipel de Madère, région autonome du Portugal. Il se situe au sud-ouest de celle-ci et il est inhabité. 

## Géographie
L'îlot est rocheux et sa superficie est de 25,8 hectares. Son point culminant est à 115 mètres. Il est recouvert d'arbustes et de flore côtière typique de la Macaronésie. On y trouve un phare construit en 1959.
Avec tous les îlots de la région, il fait partie du parc naturel de Madère. Il est aussi classé site naturel par le Réseau Natura 2000.
|              |
| Cartographie |

|              |
| Localisation |